# 557

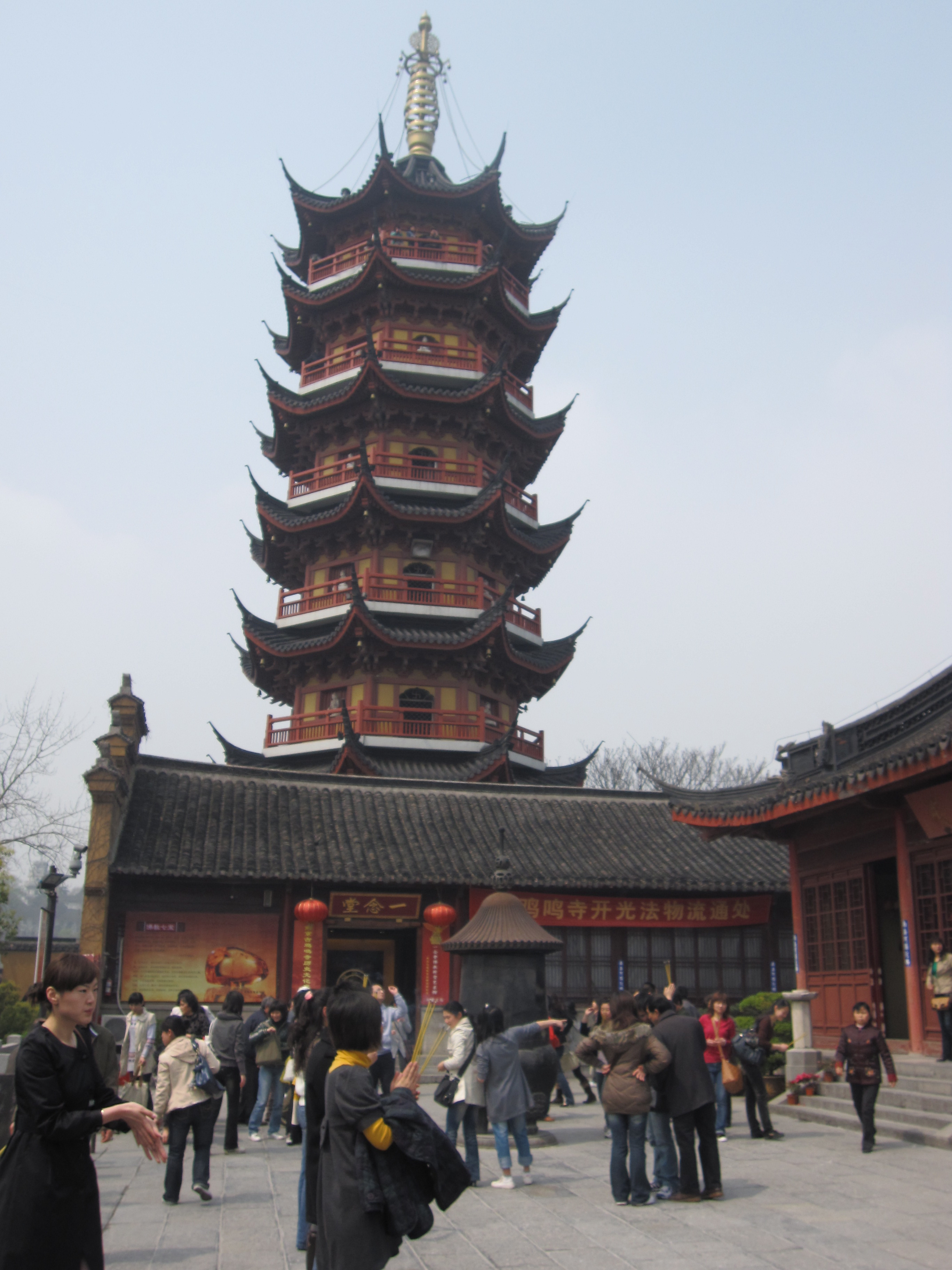
De Jiming Tempel in Nanking

Het jaar 557 is het 57e jaar in de 6e eeuw volgens de christelijke jaartelling.

## Gebeurtenissen

### Byzantijnse Rijk
- Constantinopel wordt getroffen door een aardbeving waarbij onder meer de Byzantijnse kathedraal Hagia Sophia ernstig wordt beschadigd.
- De Avaren vestigen zich in het oosten van de Kaukasus en sturen een delegatie naar de Byzantijnen in Lazica (huidige Georgië). (waarschijnlijke datum)

### Azië
- De Westelijke Wei-dynastie houdt op te bestaan; in het verscheurde noorden van China komt de Noordelijke Zhou-dynastie aan de macht.
- De Jiming Tempel in Nanking wordt tijdens de Liang-dynastie gebouwd. De boeddhistische pagode bestaat uit zeven verdiepingen.
- Keizer Trieu Viet Vuong voert een oorlog tegen zijn rivaal Ly Phat Tu. Na vijf onbesliste veldslagen wordt Vietnam in tweeën gedeeld.

## Religie
- De benedictijnse abdij van Sint-Medardus wordt door koning Chlotarius I gesticht op zijn landgoed bij Soissons (Noord-Frankrijk).
- Sint-Brandaan sticht in Clonfert (Ierland) een klooster. (waarschijnlijke datum)